# Bárbara Grande
Bárbara Grande Gil, född i Huelva 1992, är en spansk poet som har publicerat flera böcker och medverkat i flera antologier. Hon är en poet som har publicerat flera böcker och medverkat i flera antologier.

## Biografi
Bárbara Grande har en examen i engelska studier och spansk filologi och har kombinerat sina studier och översättningar med sitt kreativa arbete som författare, målare och musiker. Hon har givit ut diktsamlingarna Vértigo ( La Isla de Siltolá, 2016) och Placebo (Renacimiento, 2022). Dikterna finns samlade i flera antologier: Combinados Poéticos (Niebla, 2015), Alquimia de la Sal (Amargord, 2015), Luz Nueva del Suroeste (En Huida, 2015), 39 mujeres, 39 poemas (tidskriften Oculta Lit) eller Dios en la poesía actual (Antología Adonáis, 2018). Hon har också samarbetat som poet med flera tidskrifter, som Estación Poesía, Anáfora, Clarín, Alameda 39 och Aullido.